# Falkenhausenschule Kehl
Die Falkenhausenschule ist eine vierzügige Grundschule in Kehl mit bilingualen und paritätisch deutsch-französischen Profilen, an der in 16 Klassen etwa 360 Schüler unterrichtet werden.

## Geschichte
Das Schulgebäude wurde in den Jahren 1913–1915 errichtet und im April 1915 als Volksschule am Stadtweiher eröffnet. Sie erhielt im Dezember desselben Jahres den heutigen Namen nach dem Generaloberst Freiherr Ludwig von Falkenhausen, den der Kehler Gemeinderat damit für seine Verdienste um die Verschonung der Stadt vor einem französischen Angriff ehren wollte. Während des Ersten Weltkriegs wurde die Schule kurze Zeit teilweise auch als Lazarett verwendet. Sie hieß zwischen 1927 und 1931 vorübergehend Pestalozzischule nach dem Schweizer Pädagogen Johann Heinrich Pestalozzi. Nach der Besetzung Kehls durch das französische Militär war von November 1946 bis Juni 1954 in dem Schulgebäude die französische Ecole Primaire Strasbourg-Kehl untergebracht, in die Kinder der in Kehl angesiedelten französischen Zivilbevölkerung gingen. Im Jahr 1976 wurde die bis dato bestehende Grund- und Hauptschule (Klassenstufe 1 bis 9) in eine reine Grundschule mit den Klassen 1 bis 4 umgewandelt.
Für den unter der nationalsozialistischen Herrschaft deportierten und ermordeten jüdischen Lehrer Lazarus Mannheimer wurde zur Erinnerung am 15. Juli 2011 vor der Schule in Kooperation mit der Klassenstufe 4 ein Stolperstein aufgestellt.

## Bilinguale Profile
Aufgrund der Grenzlage zu Frankreich leben im Eurodistrikt Kehl-Strasbourg und Umgebung viele zweisprachige Familien. Für diese bietet die Falkenhausenschule seit 1991 spezielle bilinguale deutsch-französische Klassen an. Erst 1998 wurde das Profil offiziell vom Kultusministerium Baden-Württemberg genehmigt. Seit 2006 existiert an der Schule ein weiteres deutsch-französisches Profil, die paritätisch deutsch-französischen Klassen. In die bilingualen Klassen können nur zweisprachig deutsch-französisch aufwachsende Kinder angemeldet werden. Es findet kein Spracherwerb der französischen Sprache statt, die Kinder können in allen Fächern auf Deutsch und/oder Französisch arbeiten. Die paritätischen Klassen sind für alle Kinder offen. Im Vordergrund steht neben den klassischen Fächern der Grundschul-Stundentafel der Spracherwerb der Zielsprache Französisch. Deswegen wird die französische Sprache auch nahezu paritätisch in die Sachfächer Mensch-Natur-Kultur und Sport integriert. Dieses Angebot für die Sprachförderung ist einzigartig in Baden-Württemberg. Am 29. Januar 2019 wurde die Falkenhausenschule als erste Grundschule des Bundeslandes mit dem vom Institut français verliehenen Zertifikat LabelFrancÉducation ausgezeichnet.

## Ehemalige Schüler
- Pierre-Hugues Herbert (* 1991), französischer Tennisspieler[7]
- Georges J. F. Köhler (1946–1995), Nobelpreisträger in Physiologie und Medizin im Jahr 1984[8]